# Ubaldo Continiello
Ubaldo Continiello, né le 4 mai 1941 à Monteverde et mort le 20 janvier 2014  à Rome, est un compositeur italien de musique de film.

## Biographie
Ubaldo Continiello a commencé sa carrière comme compositeur musical pop pour entre autres Tony Del Monaco et Bobby Solo,.
Néanmoins, il est surtout connu comme compositeur musical pour les films. En effet, il a travaillé pour plus de 40 films et comédies,.
Ubaldo Continiello est un compositeur important du cinéma de genre italien, en effet son nom est souvent associé à des réalisateurs comme Ruggero Deodato, Lamberto Bava et Mario Bava.
Sa carrière cinématographique débute en 1973, quand il signe la bande sonore du film Il gatto di Brooklyn aspirante detective, avec comme protagoniste Franco Franchi, pour lequel il a dirigé et composé la bande son de six autres films.
En 1977, il réalise probablement sa meilleure prestation avec le film  Ultimo mondo cannibale, un des premiers cannibal movie, tourné par Ruggero Deodato, le réalisateur de Cannibal Holocaust.
Après avoir travaillé pour diverses comédies « à l'italienne », en 1980, il réalise la bande sonore du film de Lamberto Bava, Macabro.
Toujours dans les années 1980, il collabore au film Thrauma, ainsi que dans le cult Bathman dal pianeta Eros.
Ubaldo Continiello est mort d'une crise cardiaque à Rome le 20 janvier 2014 à l'âge de 73 ans.

## Filmographie partielle
- Lola Colt (1967)
- Ultimo tango a Zagarol (1973)
- Ku-Fu? Dalla Sicilia con furore (1973)
- Farfallon (1974)
- Pronto ad uccidere (1976)
- L'affittacamere (1976)
- Le Dernier Monde cannibale (Ultimo mondo cannibale) (1977)
- Emmanuelle in the Country (1978)
- La liceale, il diavolo e l'acquasanta (1979)
- Baiser macabre (Macabro) (1980)
- La liceale al mare con l'amica di papà (1980)
- Il gatto di Brooklyn aspirante detective
- Pronto ad uccidere
- Thrauma
- Bathman dal pianeta Eros

## Source de la traduction
- (it) Cet article est partiellement ou en totalité issu de l’article de Wikipédia en italien intitulé « Ubaldo Continiello » (voir la liste des auteurs).